# Grbasti okun
Grbasti okun (znanstveno ime Gymnocephalus baloni) je sladkovodna riba iz družine ostrižev, ki je razširjena po vzhodni Evropi. Znanstveno ime je dobil po poljsko-kanadskem ihtiologu
Eugenu Balonu. V Sloveniji je uvrščen na Seznam zavarovanih živalskih vrst.

## Opis
Grbasti okun je talna vrsta, ki živi v jatah v srednjih in spodnjih tokih rek, kjer se hrani z raznimi drobnimi talnimi nevretenčarji. Ima visoko, bočno stisnjeno telo, pokrito s ktenoidnimi luskami in z značilno dolgo hrbtno plavutjo, sestavljeno iz dveh delov. Prvi del je sestavljen iz dolgih in trdih plavutnic, zadnji pa iz mehkih. Glava je majhna, usta pa so podstojna. Na škržnih poklopcih ima dva značilna trnasta izrastka. Hrbet je rjavo zelene barve, boki so svetlejši, trebuh pa je rumenkasto bele barve. Od hrbta proti trebuhu poteka vzdolž telesa od 4 do 6 temnejših prečnih prog. Pobočnica poteka po bokih vzporedno s hrbtom. Predrepna plavut ima prvi trn precej krajši od drugega, oba pa sta od preostalih trnov precej razmaknjena.